# Кносс

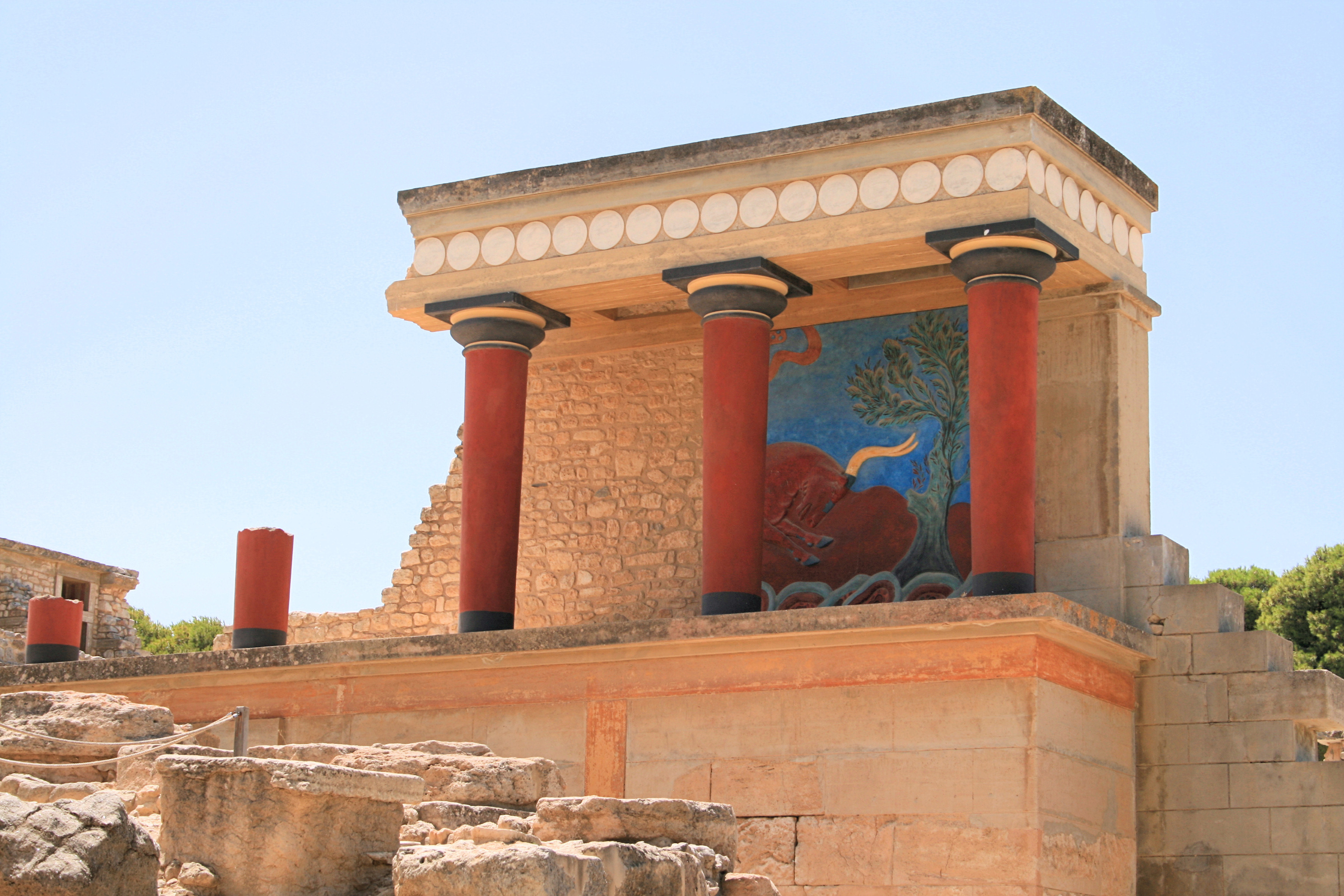
Червона колонада з фресками біля північного входу в палац Кноссу

Кносс, альтернативні назви — Кноссос, Кноссус (грец. Κνωσσός, лат. Cnossus, розшифрована самоназва мінойською мовою — KA-NU-TI, англ. Knossos) — місто-держава на о. Крит, що поряд з Фестом та Малією був одним з культурних та політичних центрів мінойської цивілізації у 1900 −1450 р. до н. е. У часи свого найбільшого розквіту та могутності, Кносс був одним з найвпливовіших міст в усьому Середземномор'ї. У кноському палаці було вперше в історії людства застосовано такі інженерні та архітектурні дива, як багатоповерхові будівлі, природне та штучне освітлення, водогін та каналізація, вентиляція, опалення, а також мощені шляхи. Події, що відбувалися у Кноссі, вплинули на грецький епос, що з'явився кілька сторіч пізніше. Драматична та раптова загибель Кносса спричинила поступовий занепад всієї мінойської цивілізації.

## Хронологія побудови палаців
Перший відомий палац у Кноссі з'явився близько 1900 р. до н. е. на місці поселення прадавніх людей часів кам'яної доби. З моменту першої побудови і до загибелі міста, палац декілька разів знищувався з різних причин, але щоразу відбудовувався. Одне із значних оновлень сталося на межі старо-палацового та ново-палацового періоду мінойської цивілізації близько 1700 р. до н. е. Проте і цей палац невдовзі було зруйновано землетрусом. Сучасні розкопки, які проводилися на межі XIX та ХХ ст. відкрили людству останній, найбільш архітектурно та інженерно досконалий палац мінойців, що датується близько 1650 р до н. е.

## Легенди та епос, що пов'язані з Кноссом

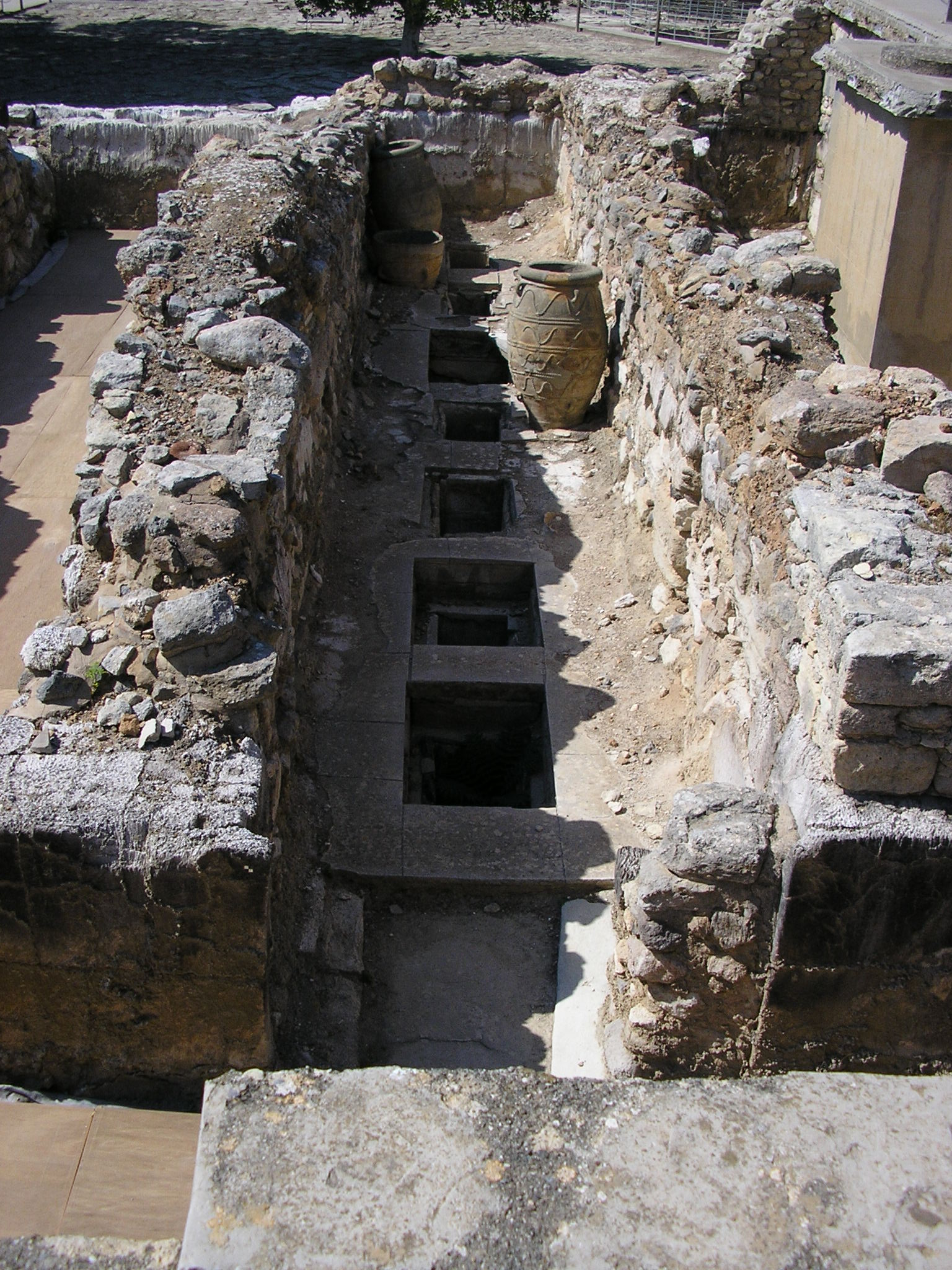
Схованки дорогоцінного каміння під амфорами для їжі

### Мінотавр
Згідно з пізнішою (відносно віку цивілізацій) грецькою версією, лабіринт для утримання Мінотавра побудував Дедал зі своїм сином Ікаром. Як вважається зараз, палац Кноссу і є той самий «лабіринт», з якого почалася легенда про Мінотавра, і навпаки — слово «лабіринт» починає своє розповсюдження з цієї легенди. За нею, чудовисько Мінотавр (бик Міноса) з'їдало 12 юнаків та дівчат щорічно. Корені виникнення цієї легенди ймовірніше з усього починаються з кривавого різновиду спорту або атлетичної розваги, що була досить популярною у часи розквіту Кноссу. Цю гру, зокрема, зображає чи не найвідоміша кноська фреска «Стрибки з биком». За правилами гри, атлет мав вхопити бика за роги та зробити сальто через його спину. Зважаючи на рівність статей у мінойській цивілізації, у розвазі брали участь і юнаки і дівчата — про це також свідчить фреска. Ймовірно припустити, що цей спорт мав бути досить травматичним та в деяких випадках фатальним. Мабуть, перекази про «мінойського бика, від якого щорічно гинули юнаки та дівчата» крізь час докотилися до греків, які вплели цю легенду в свій епос.

### Виникнення терміна «лабіринт»
Слово «лабіринт» має в своїй основі давньогрецьку основу «λάβρυς», що означає «сокира». Зображення перехрещених сокир часто зустрічається на стінах Кноссу, як вважається, у тих місцях, де вартувала охорона. Попри сьогоднішнє значення слова «лабіринт» у сенсі «архітектурна головоломка» в оригіналі воно означало просто «палац з сокирами».

## Мінойський Кносс

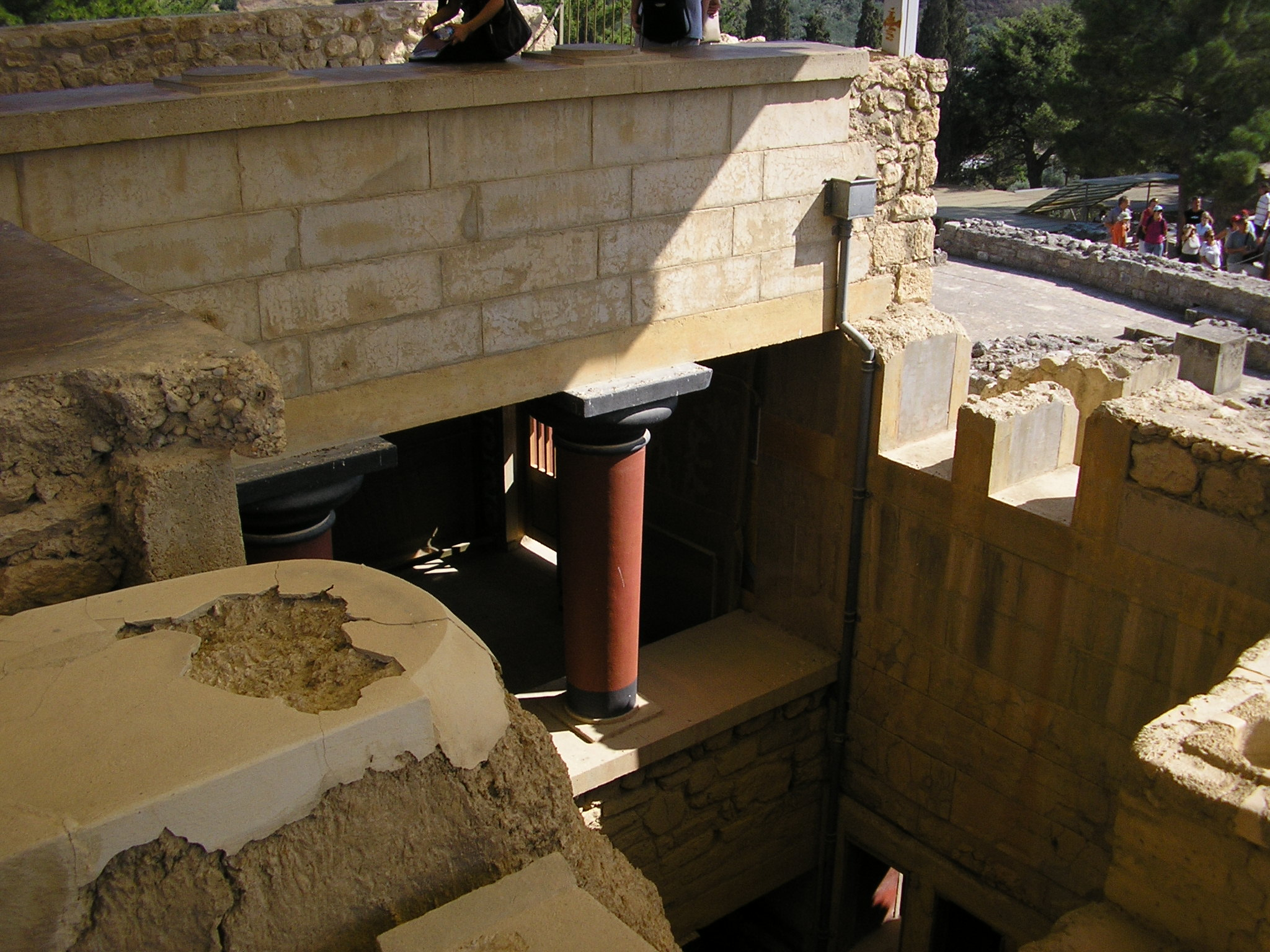
Вентиляційно-освітлювальні шахти

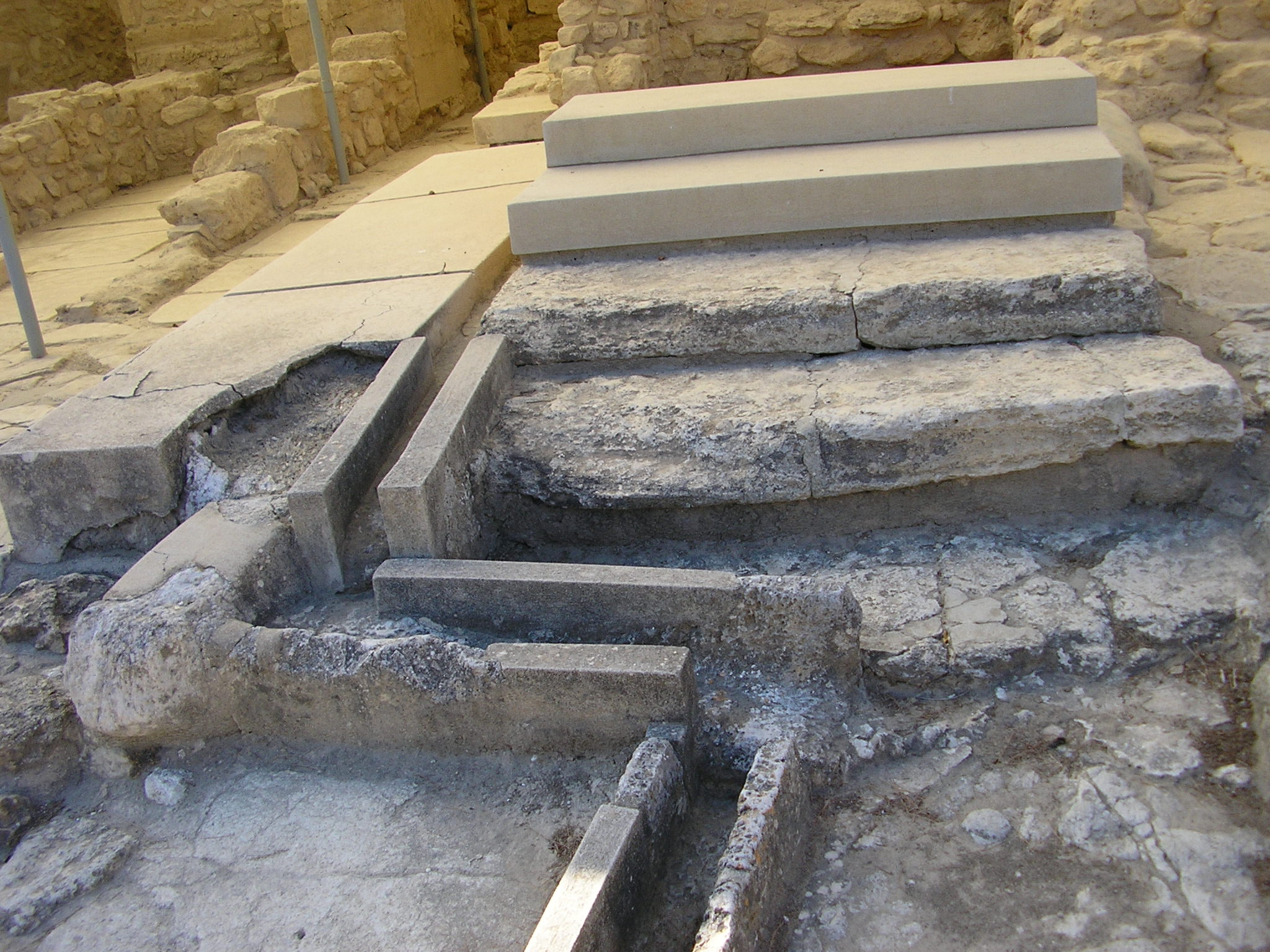
Залишки водостоків

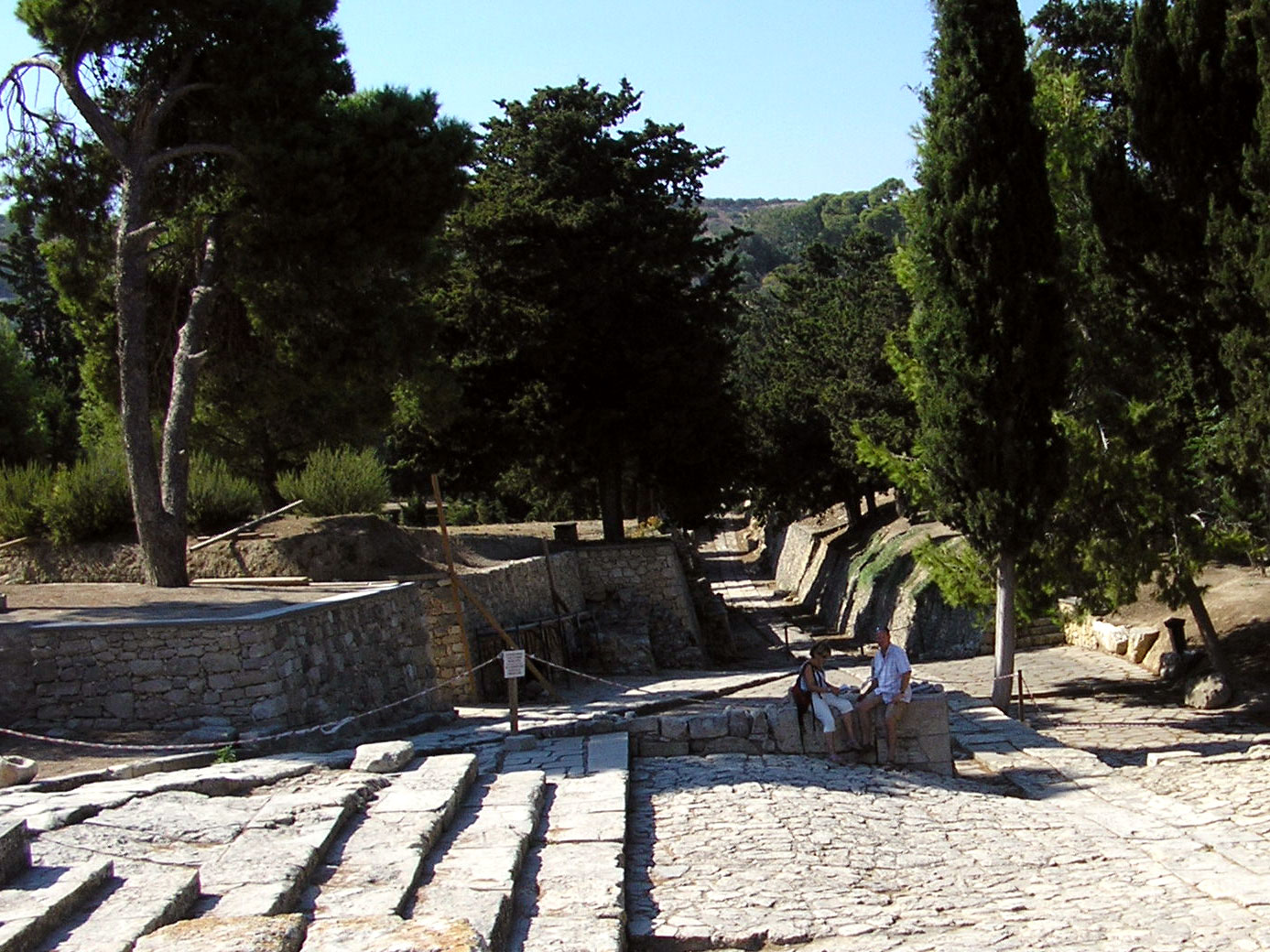
«Перша мощена дорога в Європі»

Винайдене місто-палац являє собою величезну багаторівневу будівлю, у якій поєднувалися помешкання для житла, святилища, господарські комори, таємні сховища та центральна площа для загальних зборів. За пів кілометра від основного палацу знаходився т.з. «Палац принца», будинок значно меншого розміру.
У підвалах Кноссу зберігалися досить великі запаси їжі та води, мабуть, на випадок посухи, стихії, або можливої війни. Під величезними амфорами для круп та олії було знайдено схованки, у яких зберігалось дорогоцінне каміння. Як з'ясувалося пізніше, воно було привезене з Єгипту, з яким у мінойців були розвинуті торговельні стосунки.

### Світло та вентиляція
Загальна концепція міста-палацу була спрямована на максимально ефективне використання природного освітлення. Зовнішні стіни палацу, на відміну від сьогоднішнього уявлення про стіни, у яких мають бути вікна, являли собою відкриті колонади. Таким чином сонячне світло проникало у внутрішні приміщення палацу незалежно від часу доби. Всередині палацу було передбачено «шахти», які пронизували всі поверхи, та призначались для освітлення й вентиляції. З їх допомогою всередині палацового комплексу створювались освітлені та затінені області, що поступово змінювали одна іншу протягом доби, забезпечуючи природну конвекцію повітря.

### Водопостачання та каналізація
Найвражаючим дивом у Кноссі є водогін. Мінойці створили досить розвинену систему керування водою в палаці. Вода постачалась із гірського джерела за 12 км від палацу по глиняних трубах конічної форми, що вставлялись одна в іншу — суттєві фрагменти цього водогону збереглися до наших часів. У самому палаці були створені резервуари з прісною водою. Вважається, що Кносс є першим в історії людства містом, де використовувались водяні туалети з каналізацією. Фрагменти «ватерклозетів» та каналів для відводу фекальних вод також добре збереглися.

### Перша дорога
Палац принца з'єднувався з основною будівлею штучно створеним мощеним шляхом, що був прокладений всередині «коридору» з кам'яними стінами. Шлях зберігся до нашого часу майже неушкодженим. Покриття дороги, окрім зовнішнього кам'яного настилу, також має декілька глибинних шарів. Таким чином, мінойці винайшли технологію будування довговічних шляхів за багато сторіч до римлян. Сучасні мешканці Криту називають шлях до Палацу принца «першою мощеною дорогою в Європі».

## Катастрофа

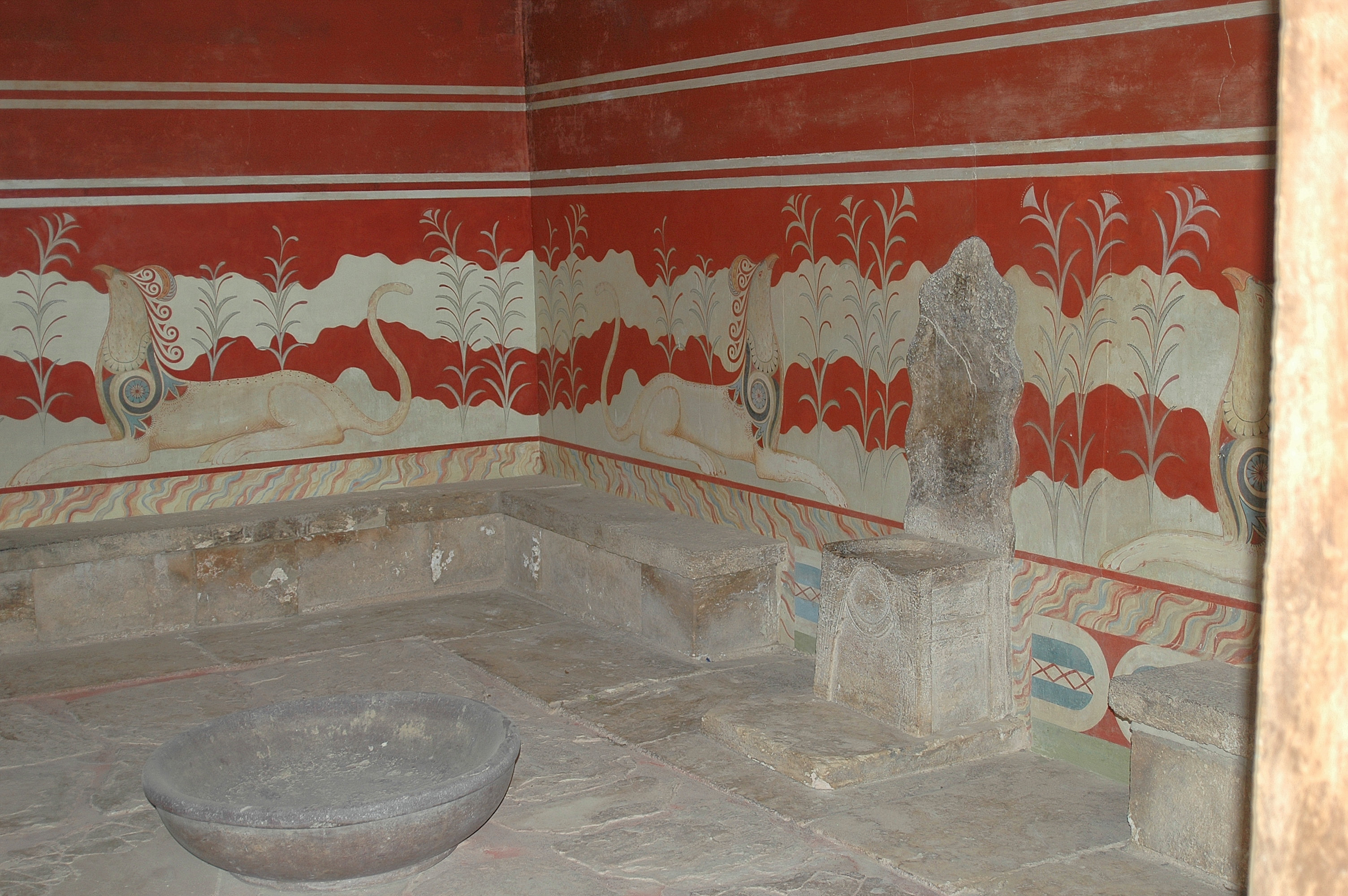
Тронний зал Кносського палацу

Мінойський Кносс, за усіма ознаками, найімовірніше загинув миттєво. На сьогоднішній день основною гіпотезою, що пояснює раптову загибель Кносса, вважається катастрофічне виверження вулкану на о. Фіра (Санторіні) у Егейському морі, за 110 км на північ від узбережжя Криту. Хоч будівлі Кноссу здебільшого витримали, значна частина мешканців міста та весь флот мінойців загинули від гігантської хвилі цунамі, що була викликана землетрусом внаслідок виверження. Загибель торгового флоту для міста-держави, яка цілковито залежала від торгових стосунків з іншими цивілізаціями Середземномор'я, була причиною початку занепаду.
На підтвердження цієї теорії свідчать такі факти:
- Відсутність на той момент у мінойської цивілізації серйозних ворогів, гіпотетичній конфлікт з якими міг би призвести до занепаду.
- Чіткий збіг часу виверження з початком стрімкого згасання цивілізації, що навряд чи може бути простою випадковістю.
- Розтрощені уламки мінойських торгових кораблів, що знайдені на вершинах критських гір — вони жодним чином не могли потрапити туди звичайним шляхом.

## Ахейський Кносс
Після загибелі мінойського Крита на острів переселяються греки — ахейці, які, зокрема, заселяють і Кносс, перебудовуючи залишки мінойського палацу під свої потреби. Так, у Кноссі з'являється тронний зал.
Ахейський Кносс загинув від пожежі. Її причини достеменно не встановлені, але більшість дослідників не схильні пояснювати її природними катаклізмами. Швидше за все йдеться про якийсь внутрішній конфлікт, можливо — між ахейською верхівкою і місцевим населенням, що на той час складалося переважно з нащадків мінойців.
Остаточно ахейська цивілізація Криту припиняє своє існування із дорійським завоюванням.

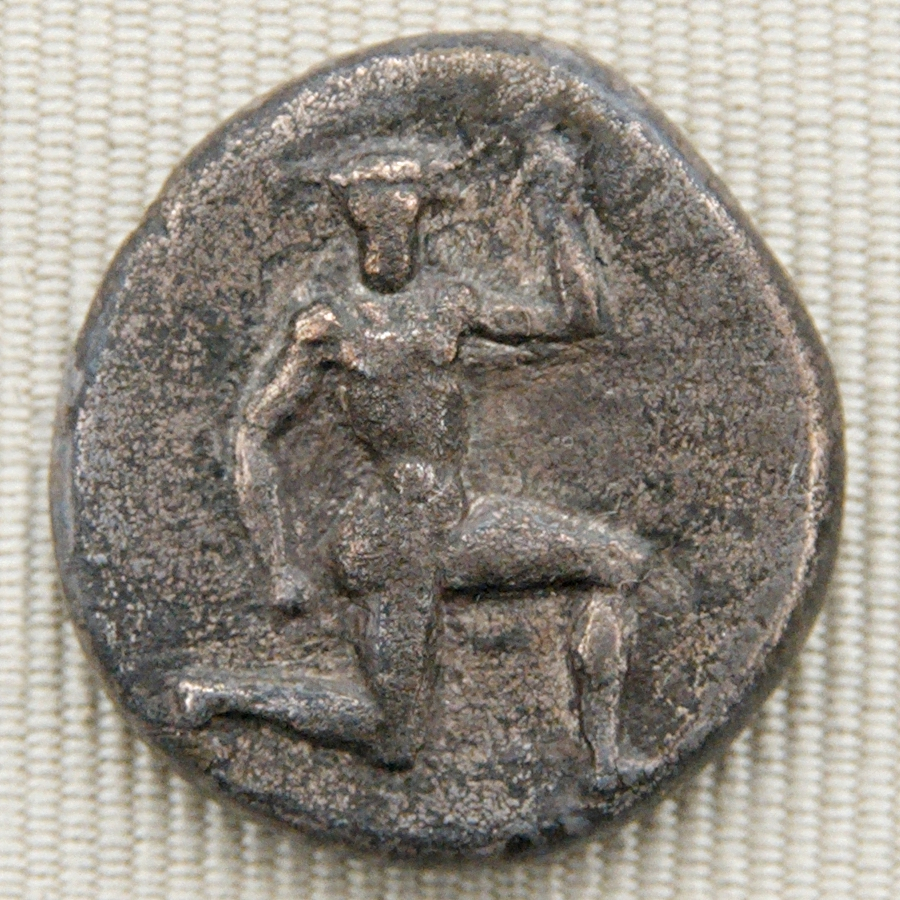
Кносська дидрахма із зображенням Мінотавра, 425—360 рр. до н. е.

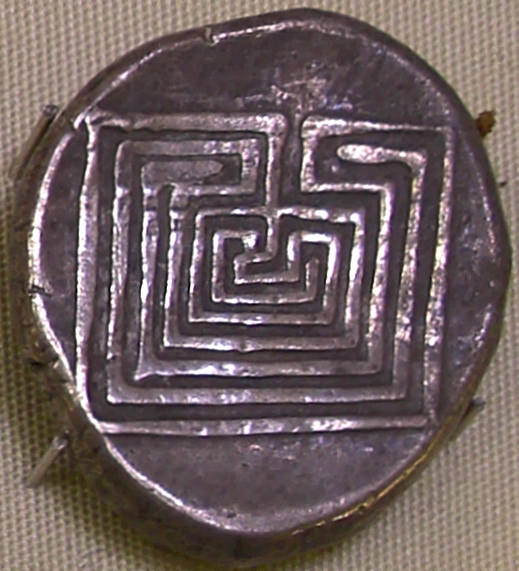
Кносська монета із зображенням Лабіринту, близько 400 р. до н. е.

## Античний Кносс
Сам Кносс існував як поселення аж до візантійського періоду, проте територія загиблого палацу вже ніколи не заселялась.
Античний Кносс був батьківщиною філософа і поета Епіменіда (VI ст. до н. е.)

## Сучасний період

### Віднайдення
Нині, внаслідок природних процесів, що тривали сторіччями, палацовий комплекс Кноссу розташовується на відстані 8 км від берегової лінії, проти 2 км у час свого розквіту та загибелі. Цей факт не враховувався дослідниками-шукачами Кноссу у XIX ст., які починали заздалегідь марні пошуки, орієнтуючись на стародавні еллінські описи та координати.

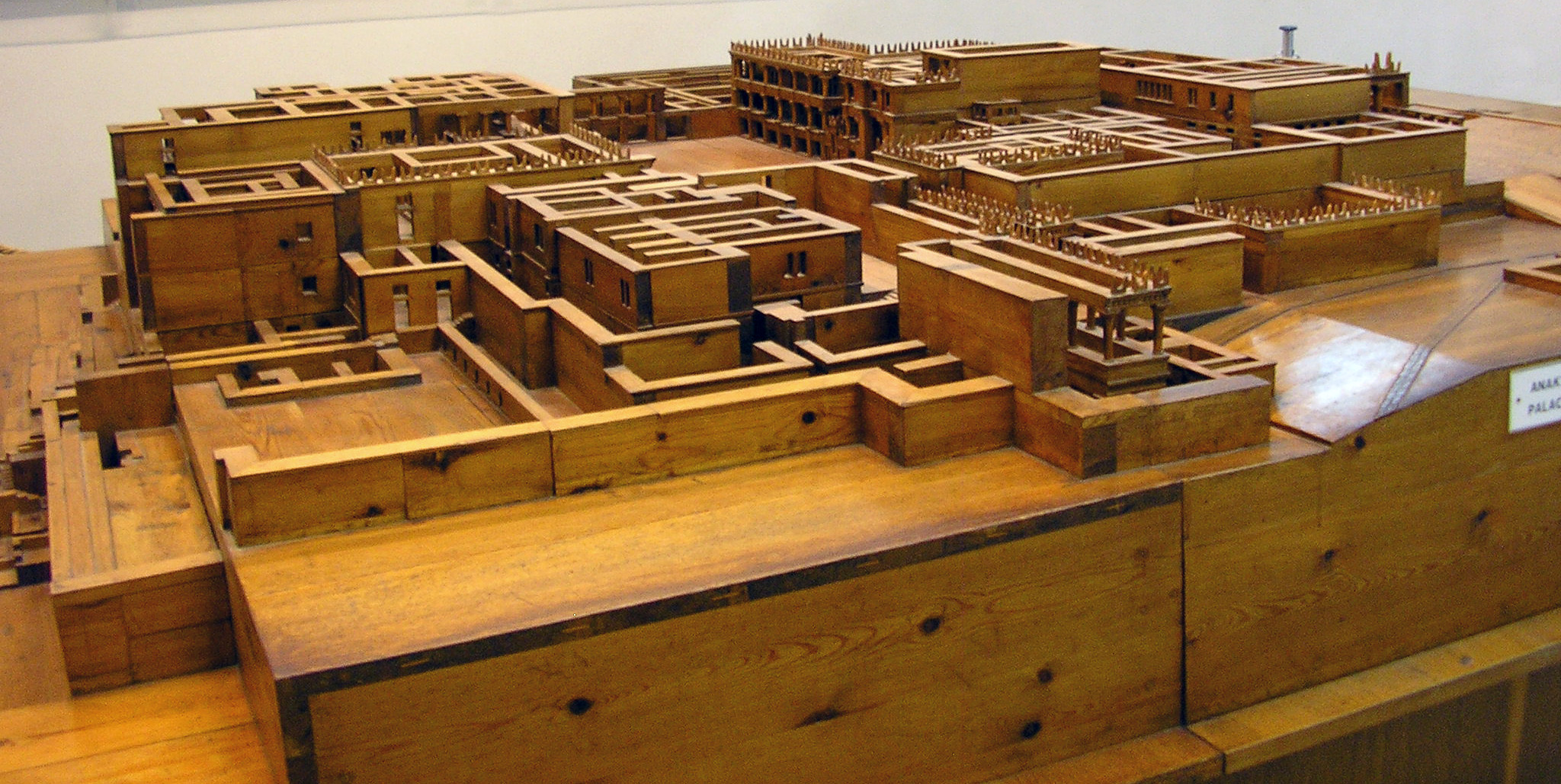
Дерев'яна реконструкція первинного вигляду палацу Кносс

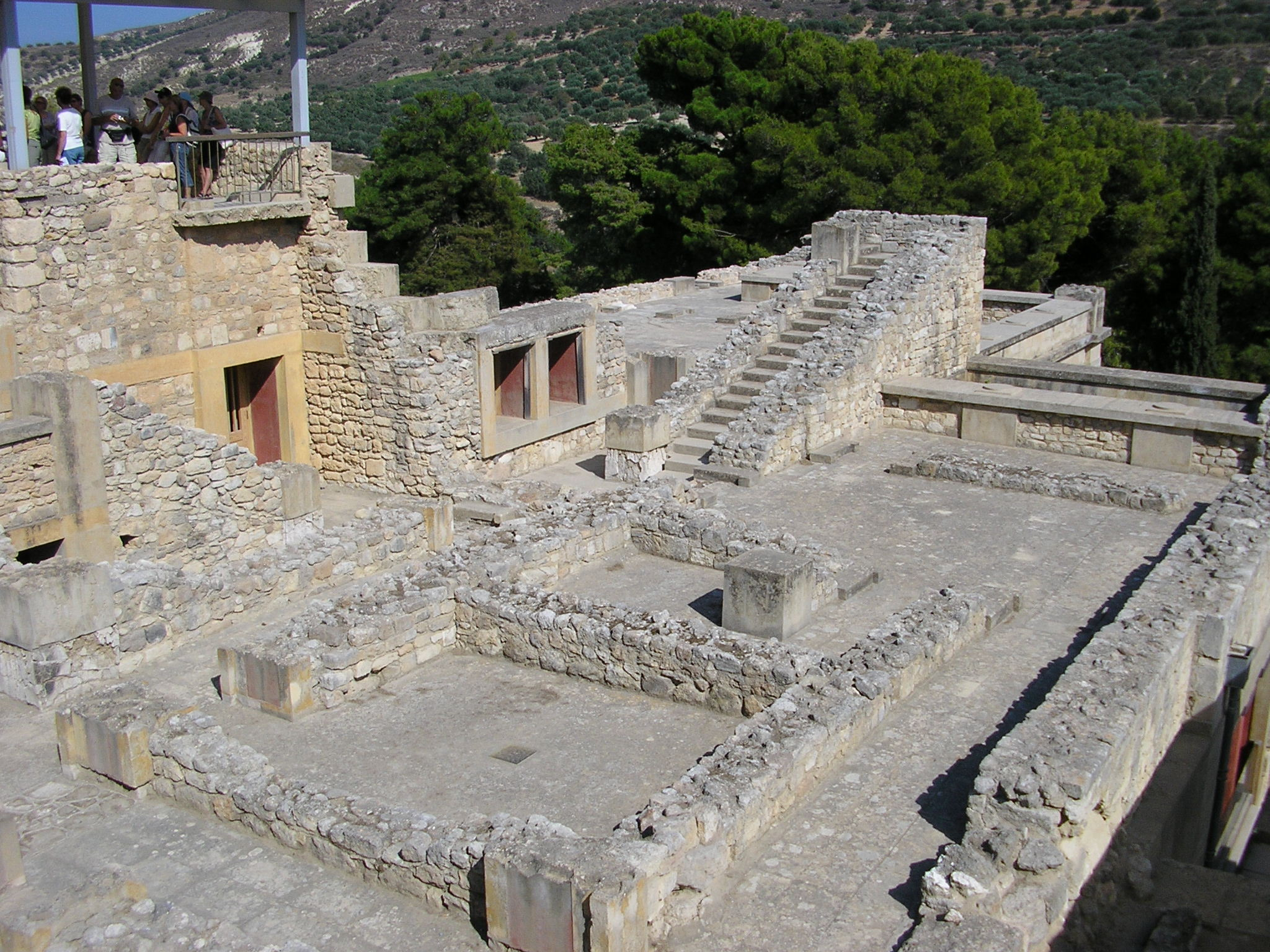
Частина східного крила палацу

Місто-палац Кносс було знайдено майже випадково. Перші елементи палацового комплексу, справжня приналежність яких на той момент ще була нікому не відома, були відкопані у 1878 р. місцевим мешканцем, якого за іронією долі теж звали Мінос. Інформація про знахідку зацікавила відомого англійського археолога Артура Еванса, який прибув на Крит 1894 року. Намагаючись знайти підтримку та фінансову допомогу у влади Османської імперії, яка в той час окупувала значну часину грецьких територій, включаючи Крит, Еванс отримав відмову та заборону на здійснення археологічних досліджень, та був змушений чекати аж до кінця ери турецької присутності на Криті у 1900 р. Але й після звільнення Криту спроби залучити державне фінансування до розкопок були невдалими. Втомившись шукати допомогу, Еванс за власний кошт придбав цілий пагорб, який на його думку і був «похованим» під землею палацом, та саможертовно фінансував всі розкопки та дослідження, що, врешті-решт, коштувало йому всіх родинних заощаджень.

### Суперечки щодо праці Еванса
Після завершення розкопок у 1903 році Еванс доклав багато зусиль до пошуків первинного вигляду палацу, вивченню фресок та розшифровці написів. У ході досліджень було виявлено два різних типи письма, що його використовували у мінойській цивілізації — вони отримали робочі назви «Лінійне письмо А» та «Лінійне письмо Б». Згодом виявилось, що «Лінійне письмо Б» свого часу лягло в основу письма мікенської (тобто давньо-еллінської) цивілізації.
Вважаючи, що йому вдалося достовірно встановити оригінальний вигляд палацу, Еванс приймає рішення про його часткову реставрацію до первинного стану. Зокрема, червона колонада з фресками біля північного входу, що згодом стала широко впізнаною «туристичною емблемою» Кноссу, повністю побудована Евансом за первинними кресленнями палацу, які, як він був впевнений, йому вдалося відтворити. Цей крок викликає суперечки з тих часів і до сьогодні. Частина археологічної спільноти притримується думки, що Еванс мав залишити рештки палацу у тому вигляді, як їх було знайдено.
Немає достовірного пояснення цьому рішенню Еванса. Згідно з однією думкою, він намагався зробити свою знахідку якомога привабливішою для туристів, щоб хоч якось повернути власні витрати на розкопки — мовляв, на купу каміння ніхто не приїде подивитися. Інша думка вказує на досить вперту самовпевненість Еванса щодо достовірності власних досліджень. На підтримку цієї версії свідчить конфлікт, який мав місце між Евансом та іншими відомими археологами-елліністами того часу с приводу його амбіційної та помилкової теорії «кретоцентризму».

### Реставрація фресок
Більшість загально відомих мінойських фресок, оригінали яких експонуються зараз в Іракліонському археологічному музеї, також є відновленням, здебільшого — емпіричним. Евансом було знайдено лише фрагменти фресок. Згодом, завдяки важкій праці, фрагменти вдалося розділити та відсортувати за приналежністю до того чи іншого зображення. Так, одна з найвідоміших кноських фресок «Стрибки з биком», містить лише 30 % автентичних фрагментів — інше було домальовано в наші часи. Інша відома фреска «Жінки, що розмовляють», лише на 15 % складається із справжніх фрагментів, знайдених під час розкопок Кноссу. «Дописування» фрагментів, що їх бракує, не є таємницею — це добре видно при розгляданні оригіналів. Ці факти теж викликають сумніви — по-перше, щодо доцільності такого типу реставрації, а по-друге, щодо відповідності нинішнього вигляду цих зображень оригінальному історичному.

## У літературі
Кносському палацу присвячений роман грецького письменника Нікоса Казандзакіса.
- Нікос Казандзакіс. У Кноському палаці. Александр Македонський: Романи /Пер. з новогр. Василя Степаненка та Тетяни Чернишової; мал. Володимира Скубири. — К. : Веселка, 1986. — 445 с., іл.

## Новітні дослідження
У лютому 2010 року геофізичними дослідженнями на пагорбі Кефала виявлені залишки будівель ферм, датованих 7000 — 6400 роками до нашої ери. Вони є найдавнішими фермами в Греції та, можливо, і усій Європі. Результати досліджень представив в Афінах голова Британської археологічної школи Кетрін Морган на відкритій щорічній нараді школи.

## Галерея

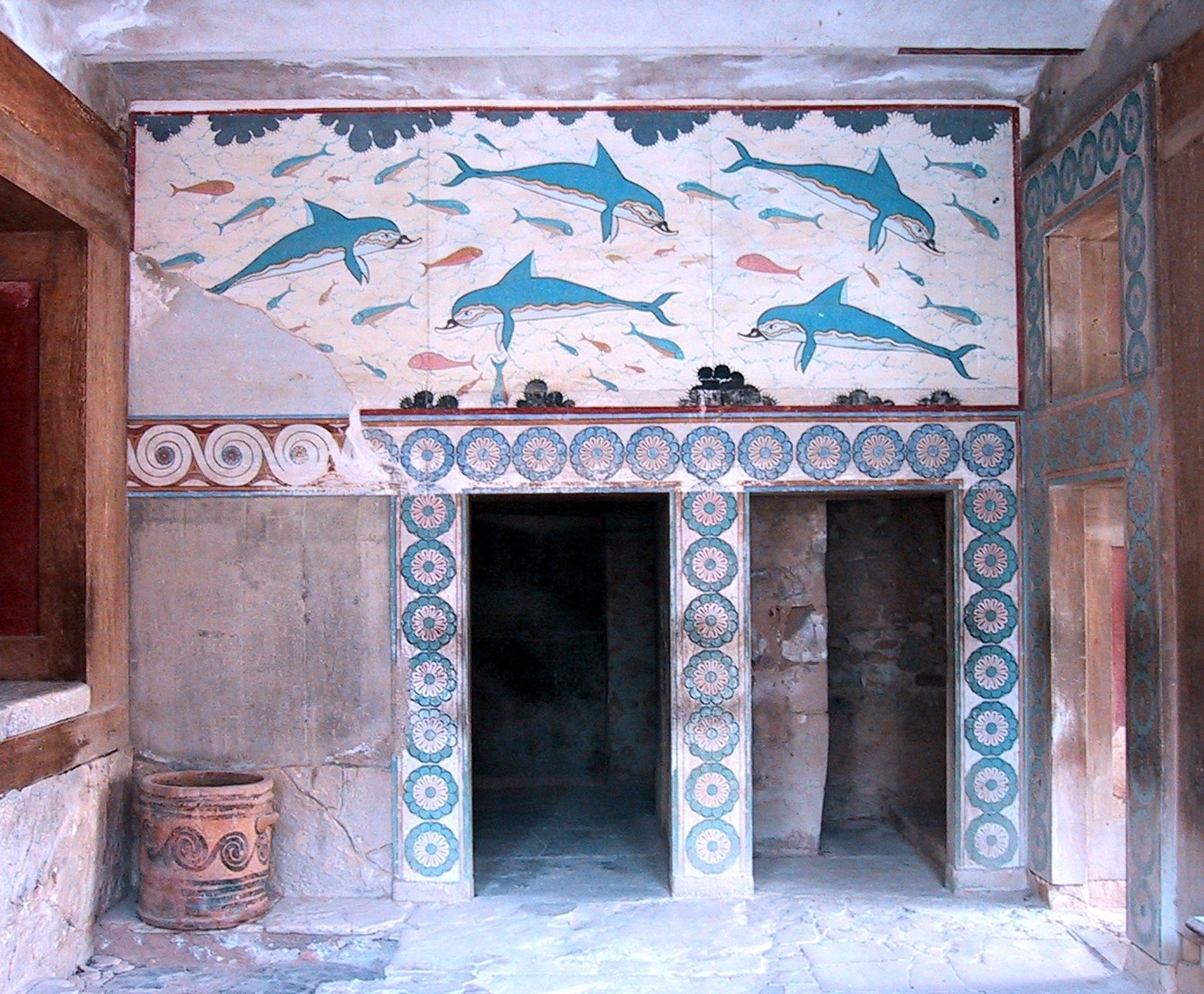
«Дельфіни з Акротирі»
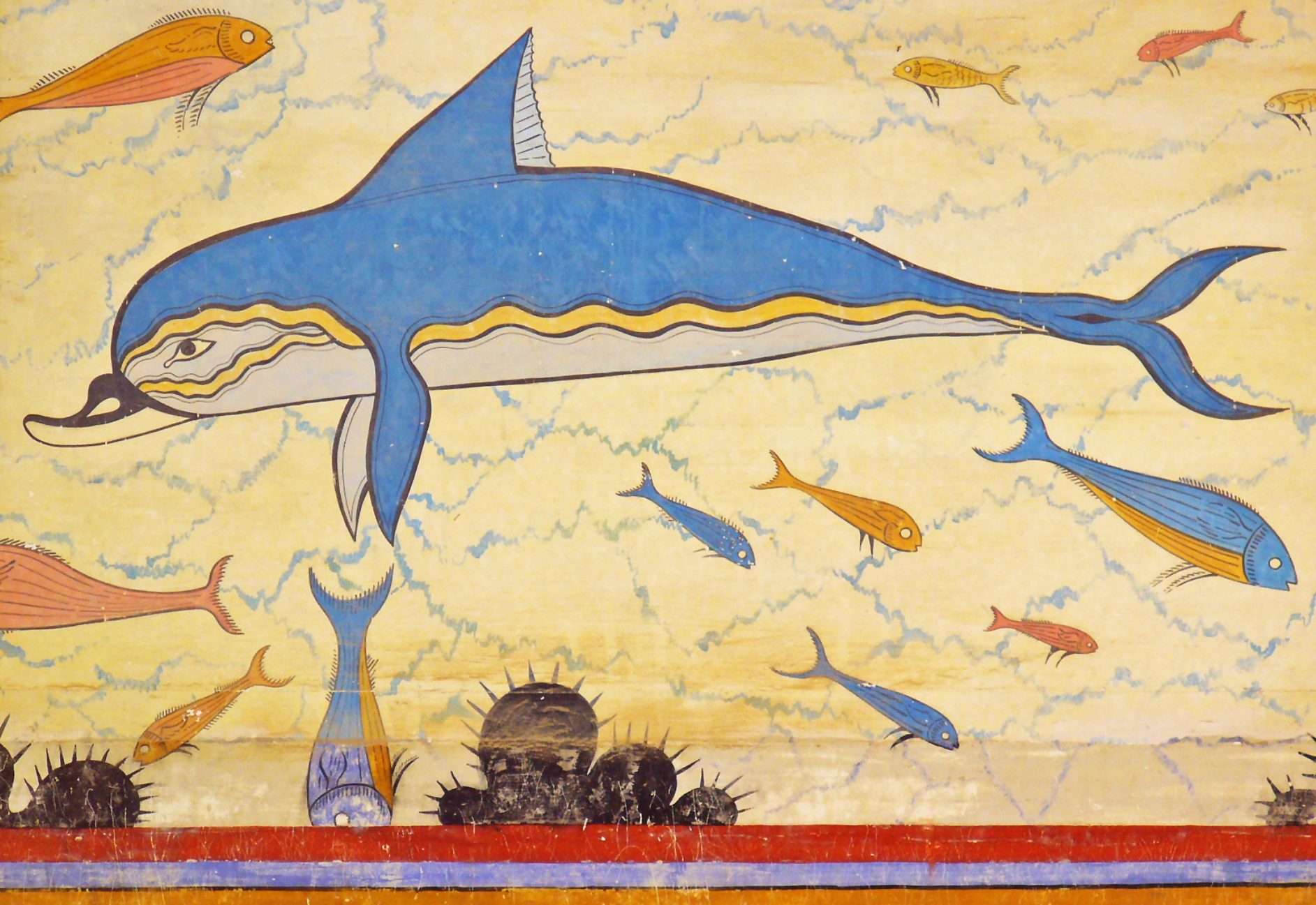
Фрагмет фрески з Кносса із зображенням дельфіна. Археологічний музей Іракліону
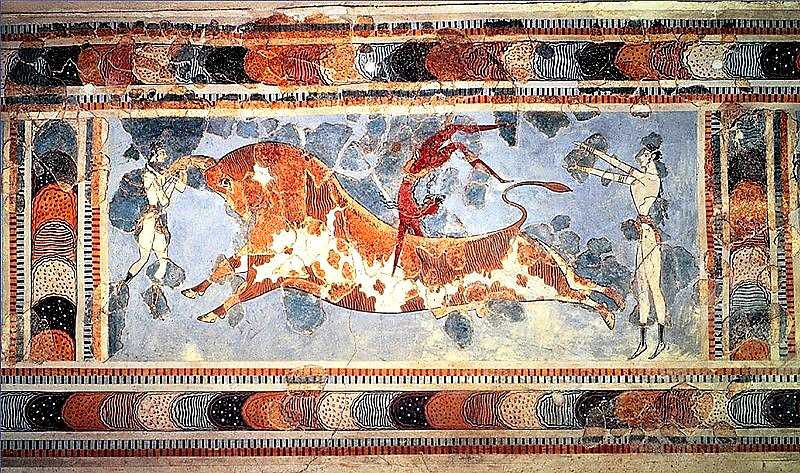
Фреска «Ігри з биками» (Таврокатапсія) — одна з найвизначніших фресок, що прикрасила Кносський палац. Заслуговує уваги участь в цих змаганнях жінок. Археологічний музей Іракліону
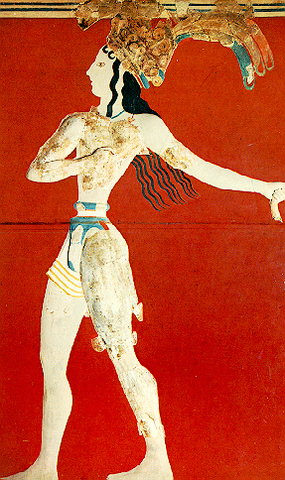
«Принц з ліліями», Археологічний музей Іракліону